# Mittelschaeffolsheim
Pour les articles homonymes, voir Oberschaeffolsheim et Niederschaeffolsheim.
Mittelschaeffolsheim [mitəlʃɛfɔlsaɪm]  est une commune française située dans la circonscription administrative du Bas-Rhin et, depuis le 1er janvier 2021, dans le territoire de la Collectivité européenne d'Alsace, en région Grand Est.
Cette commune se trouve dans la région historique et culturelle d'Alsace.
Avec 20 lettres, elle est, avec Niederschaeffolsheim située également dans le Bas-Rhin, une des communes de France ayant le plus long toponyme d'un seul tenant (donc non composé et sans trait d'union). La commune ayant le plus long nom est Saint-Rémy-en-Bouzemont-Saint-Genest-et-Isson (Marne).

## Géographie

### Communes limitrophes
|              | Bilwisheim            |           |
| Mittelhausen | Mittelschaerffolsheim | Olwisheim |
|              | Berstett              |           |

### Hydrographie
La commune est dans le bassin versant du Rhin au sein du bassin Rhin-Meuse. Elle est drainée par le ruisseau le Muhlbach,.
Le Muhlbach, d'une longueur de 11 km, prend sa source dans la commune de Wingersheim les Quatre Bans et se jette  dans le Landgraben à Vendenheim, après avoir traversé cinq communes. 

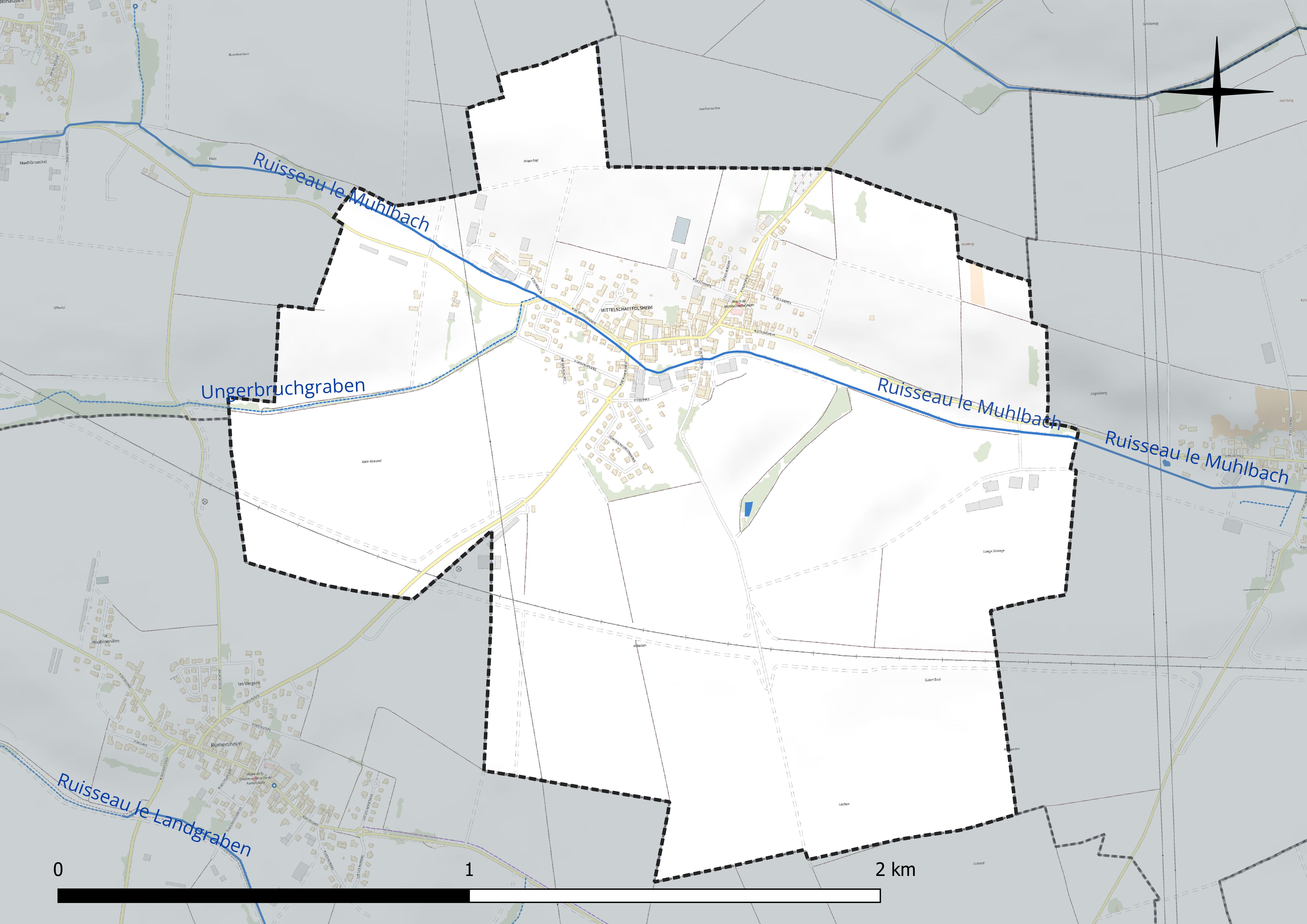
Réseau hydrographique de Mittelschaeffolsheim.

### Climat
Pour des articles plus généraux, voir Climat du Grand Est et Climat du Bas-Rhin.
En 2010, le climat de la commune est de type climat des marges montargnardes, selon une étude du Centre national de la recherche scientifique s'appuyant sur une série de données couvrant la période 1971-2000. En 2020, Météo-France publie une typologie des climats de la France métropolitaine dans laquelle la commune est exposée à un climat semi-continental et est dans une zone de transition entre les régions climatiques « Vosges » et « Alsace ». 
Pour la période 1971-2000, la température annuelle moyenne est de 10,4 °C, avec une amplitude thermique annuelle de 17,7 °C. Le cumul annuel moyen de précipitations est de 701 mm, avec 9 jours de précipitations en janvier et 10,3 jours en juillet. Pour la période 1991-2020, la température moyenne annuelle observée sur la station météorologique de Météo-France la plus proche, « Waltenheim-sur-zorn », sur la commune de Waltenheim-sur-Zorn à 5 km à vol d'oiseau, est de 11,3 °C et le cumul annuel moyen de précipitations est de 652,2 mm. 
La température maximale relevée sur cette station est de 38 °C, atteinte le 7 août 2015 ; la température minimale est de −14,9 °C, atteinte le 20 décembre 2009,,. 
Les paramètres climatiques de la commune ont été estimés pour le milieu du siècle (2041-2070) selon différents scénarios d'émission de gaz à effet de serre à partir des nouvelles projections climatiques de référence DRIAS-2020. Ils sont consultables sur un site dédié publié par Météo-France en novembre 2022.

## Urbanisme

### Typologie
Au 1er janvier 2024, Mittelschaeffolsheim est catégorisée commune rurale à habitat dispersé, selon la nouvelle grille communale de densité à sept niveaux définie par l'Insee en 2022.
Elle est située hors unité urbaine. Par ailleurs la commune fait partie de l'aire d'attraction de Strasbourg (partie française), dont elle est une commune de la couronne,. Cette aire, qui regroupe 268 communes, est catégorisée dans les aires de 700 000 habitants ou plus (hors Paris),.

### Occupation des sols
L'occupation des sols de la commune, telle qu'elle ressort de la base de données européenne d’occupation biophysique des sols Corine Land Cover (CLC), est marquée par l'importance des territoires agricoles (88,4 % en 2018), en diminution par rapport à 1990 (89,8 %). La répartition détaillée en 2018 est la suivante : 
terres arables (88,4 %), zones urbanisées (11,6 %). L'évolution de l’occupation des sols de la commune et de ses infrastructures peut être observée sur les différentes représentations cartographiques du territoire : la carte de Cassini (XVIIIe siècle), la carte d'état-major (1820-1866) et les cartes ou photos aériennes de l'IGN pour la période actuelle (1950 à aujourd'hui).

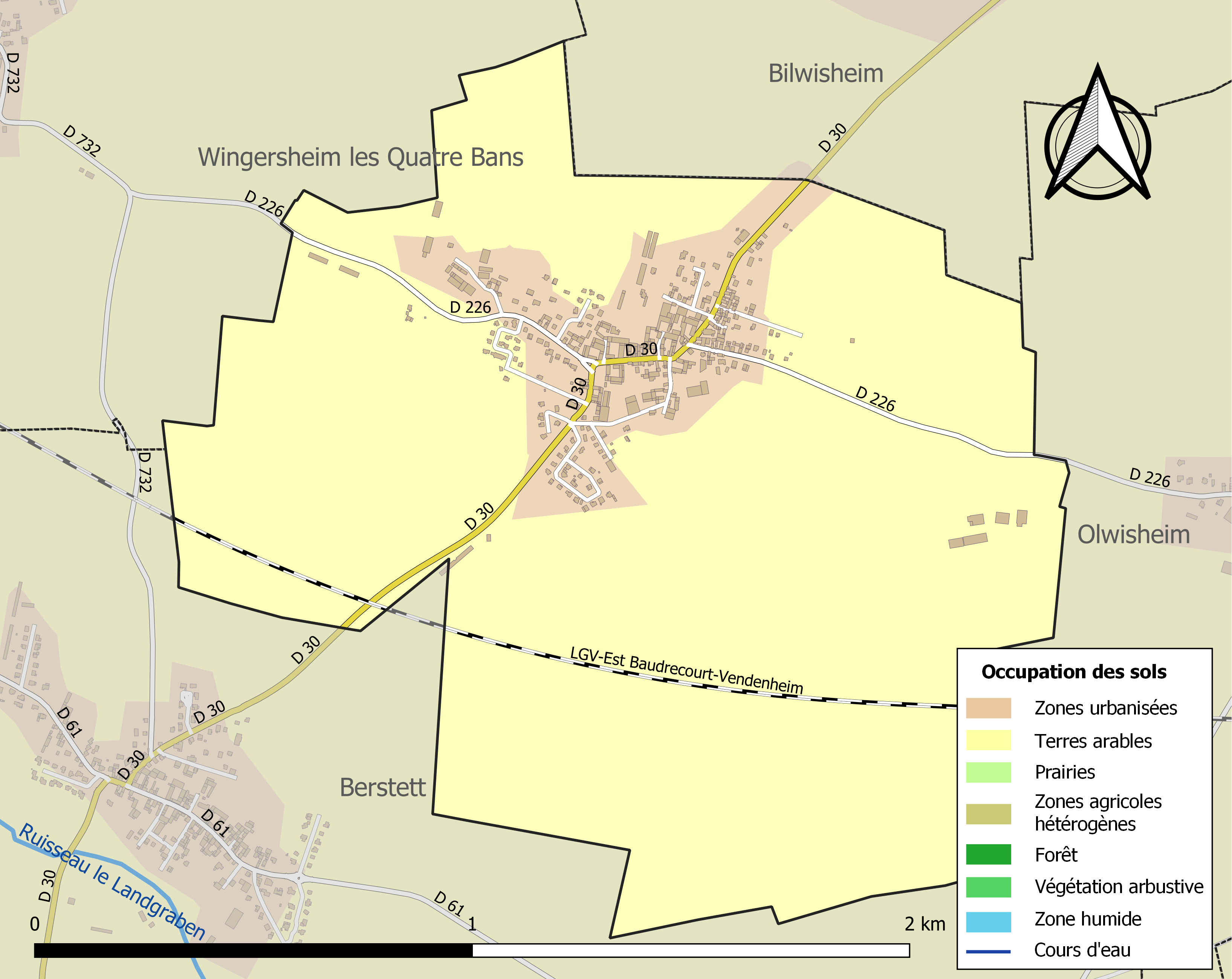
Carte des infrastructures et de l'occupation des sols de la commune en 2018 (CLC).

## Histoire
Le couvent de Sindelsberg est peut-être possessionné dans la localité dès le début du XIIe siècle. Mittelschaeffolsheim compte alors parmi les quarante localités du domaine impérial et relève du bailliage de Haguenau, ce qui le met à l'écart de la Réforme et lui permet de demeurer sous le culte catholique. La dîme est perçue pour une moitié par le chapitre de la cathédrale de Strasbourg et pour l'autre par l'abbaye de Neuwiller. Dans différents registres fiscaux du XVe au XVIIe siècle, le village est mentionné sous le nom de Oberschaeffolsheim. Cette particularité indique peut-être le rattachement ancien sous une même autorité, de plusieurs fiefs : Niederschaeffolsheim, de Nieder : bas, Oberschaeffolsheim, de Ober : haut et Mittelschaeffolsheim, qui se situe au centre et à équidistance de ces lieux. Géographiquement implanté sur les fertile terres loessiques du Kochesberg, Mittelschaeffolsheim vit en majorité de la polyculture, qui occupe le tiers de la force active de la population.
Incendie de 15 maisons le 1er septembre 1790.

## Politique et administration

### Liste des maires
| Période                                  | Période                   | Identité                                  | Étiquette | Qualité     |
| ---------------------------------------- | ------------------------- | ----------------------------------------- | --------- | ----------- |
| Les données manquantes sont à compléter. |                           |                                           |           |             |
| mars 2001                                | 2014                      | Joseph Kraut                              |           |             |
| mars 2014                                | En cours (au 31 mai 2020) | Alain Wack Réélu pour le mandat 2020-2026 |           | Agriculteur |

## Population et société

### Démographie
L'évolution du nombre d'habitants est connue à travers les recensements de la population effectués dans la commune depuis 1793. Pour les communes de moins de 10 000 habitants, une enquête de recensement portant sur toute la population est réalisée tous les cinq ans, les populations de référence des années intermédiaires étant quant à elles estimées par interpolation ou extrapolation. Pour la commune, le premier recensement exhaustif entrant dans le cadre du nouveau dispositif a été réalisé en 2005.

En 2022, la commune comptait 565 habitants, en évolution de +0,18 % par rapport à 2016 (Bas-Rhin : +3,17 %, France hors Mayotte : +2,11 %).
| 1793 | 1800 | 1806 | 1821 | 1831 | 1836 | 1841 | 1846 | 1851 |
| ---- | ---- | ---- | ---- | ---- | ---- | ---- | ---- | ---- |
| 184  | 229  | 300  | 304  | 331  | 344  | 308  | 314  | 336  |

| 1856 | 1861 | 1866 | 1871 | 1875 | 1880 | 1885 | 1890 | 1895 |
| ---- | ---- | ---- | ---- | ---- | ---- | ---- | ---- | ---- |
| 291  | 290  | 281  | 248  | 235  | 249  | 261  | 254  | 247  |

| 1900 | 1905 | 1910 | 1921 | 1926 | 1931 | 1936 | 1946 | 1954 |
| ---- | ---- | ---- | ---- | ---- | ---- | ---- | ---- | ---- |
| 269  | 279  | 280  | 255  | 258  | 260  | 263  | 247  | 266  |

| 1962 | 1968 | 1975 | 1982 | 1990 | 1999 | 2005 | 2006 | 2010 |
| ---- | ---- | ---- | ---- | ---- | ---- | ---- | ---- | ---- |
| 245  | 265  | 269  | 252  | 272  | 390  | 472  | 490  | 527  |

| 2015 | 2020 | 2022 | - | - | - | - | - | - |
| ---- | ---- | ---- | - | - | - | - | - | - |
| 550  | 566  | 565  | - | - | - | - | - | - |

## Culture locale et patrimoine

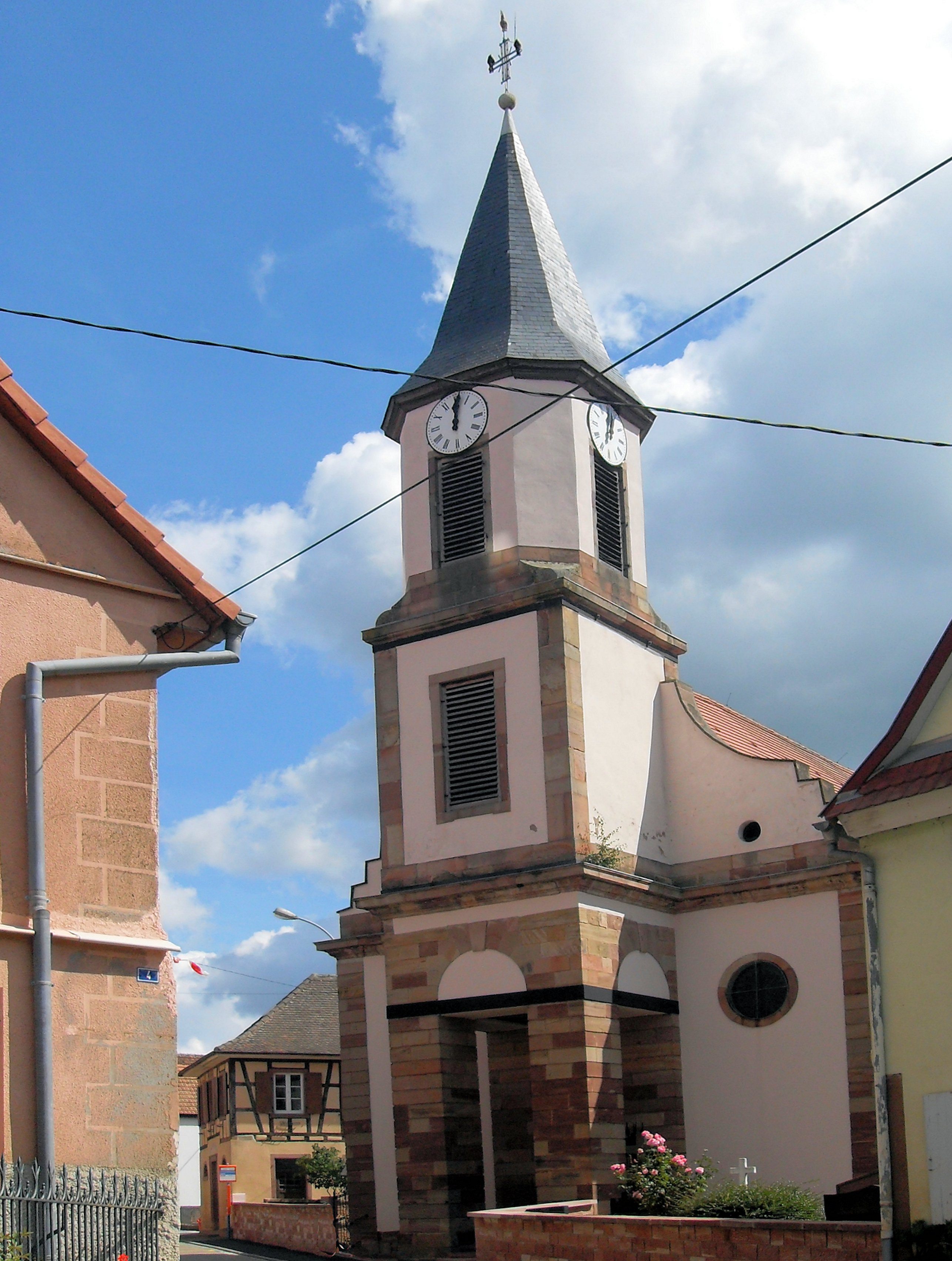
L'eglise Saint-Sébastien.

### Lieux et monuments
- L'eglise Saint-Sébastien

Chemin de croix de Robert Gall à l'intérieur de l'église.
- Croix rurale de 1758.
- Nombreuses fermes et maisons à colombages.

### Héraldique
| Blason de Mittelschaeffolsheim | Blason  | D'azur au saint Sébastien de carnation nimbé d'or et percé de cinq flèches du même.. |
| Blason de Mittelschaeffolsheim | Détails |                                                                                      |